# Hisako Higuchi
Hisako "Chako" Higuchi (en japonais : 樋口久子) née le 13 octobre 1945 à Kawagoe dans la préfecture de Saitama, est une ancienne golfeuse japonaise. Elle a remporté le championnat LPGA en 1977, ce qui fait d'elle la première japonaise à obtenir ce titre. Elle a dominé le golf féminin au Japon aux côtés d'Ayako Okamoto.
Higuchi a appris et étudié le golf avec Torakichi Nakamura, membre de l'équipe du Japon. Elle devient professionnelle en 1967 et a remporté 69 titres sur le LPGA of Japan Tour. 
En 1996, Higuchi devient présidente de la LPGA of Japan Tour et en 2003 est la première japonaise à entrer dans le World Golf Hall of Fame (suivie ensuite par Isao Aoki en 2004 et Ayako Okamoto en 2005).